# Луизан, Аннет
Аннет Луизан (нем. Annett Louisan, наст. имя Аннет Пегэ; род. 2 апреля 1977, Хафельберг) — немецкая певица и автор песен. Исполняемая ей музыка восходит к французскому шансону и содержит элементы фолка и джаза.

## Биография
Родилась и росла в ГДР, однако после объединения Германии перебралась с матерью в Гамбург. В 2004 году выпустила дебютный сингл Das Spiel, который сразу же принёс ей известность. За годы карьеры выпустила почти десяток альбомов, каждый из которых занимал высокие места в хит-параде страны.
В 2005 году была удостоена премии Echo Music Awards в номинации «Лучшая национальная рок/поп исполнительница».

## Личная жизнь
Замужем за музыкантом и продюсером Маркусом Брошем. Имеет дочь Эммилу Розу (2017).

## Дискография

### Альбомы
| Год  | Название               | Рейтинги | Рейтинги | Рейтинги | Статус                      |
| Год  | Название               | GER      | AUT      | SWI      | Статус                      |
| ---- | ---------------------- | -------- | -------- | -------- | --------------------------- |
| 2004 | Bohème                 | 3        | 11       | 23       | - GER: 5x Gold              |
| 2005 | Unausgesprochen        | 3        | 19       | 49       | - GER: Platinum             |
| 2007 | Das optimale Leben     | 2        | 6        | 7        | - GER: Platinum             |
| 2008 | Teilzeithippie         | 2        | 6        | 11       | - GER: Platinum - AUT: Gold |
| 2011 | In meiner Mitte        | 2        | 5        | 22       | - GER: Gold                 |
| 2014 | Zu viel Information    | 3        | 4        | 8        | - GER: Gold                 |
| 2016 | Berlin, Kapstadt, Prag | 11       | 22       | 32       |                             |
| 2019 | Kleine große Liebe     | 6        | 11       | 14       |                             |
| 2020 | Kitsch                 |          |          |          |                             |